# فرد بسنت
فرد بسنت (انگلیسی: Fred Basnett؛ 10 November 1924 – ۱۹۹۷ (۷۲−۷۳ سال)) بازیکن فوتبال اهل بریتانیا بود.
از باشگاه‌هایی که در آن بازی کرده‌است می‌توان به باشگاه فوتبال استوک سیتی و باشگاه فوتبال نورتویچ ویکتوریا اشاره کرد.